# Gang Busters

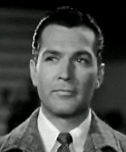
Kent Taylor, protagonista de Gang Busters.

Gang Busters é um seriado estadunidense de 1942, gênero policial, dirigido por Ray Taylor e Noel M. Smith, em 13 capítulos, estrelado por Kent Taylor, Irene Hervey e Ralph Morgan. Foi produzido e distribuído pela Universal Pictures, e veiculou nos cinemas estadunidenses a partir de 31 de março de 1942.
Foi baseado na série de rádio Gang Busters. O programa de rádio era real, e os crimes não resolvidos eram reencarnados na esperança de apanhar os criminosos. No entanto, a única coisa que o seriado teve do show de rádio Gang Busters foi o sinal de chamada e o título; a história era original e completamente fictícia.

## Sinopse
A cidade é aterrorizada por um crime realizado pela mente criminosa do Professor Mortis (Ralph Morgan). O detetive da polícia Bill Bannister (Kent Taylor), seu parceiro Tim Nolan (Robert Armstrong) e o Chefe da Polícia Martin O'Brien (Joseph Crehan) investigam as atividades de Mortise sua gangue, e descobrem que os crimes foram cometidos por homens que já haviam morrido há algum tempo. Seguindo a história está a jornalista Vicki Logan (Irene Hervey) e seu fotógrafo 'Happy' Haskins (Richard Davies).

## Elenco
- Kent Taylor … Detetive Tenente Bill Bannister
- Irene Hervey … Vicki Logan
- Ralph Morgan … Professor Mortis
- Robert Armstrong … Detetive Tim Nolan
- Richard Davies … Happy Haskins, fotógrafo
- Joseph Crehan … Policial Chefe Martin O'Brien
- George Watts … Major Hansen
- Ralf Harolde … Halliger
- John Gallaudet … Wilkinson
- William Haade … Mike Taboni
- Eddie Polo … piloto (não-creditado)
- Grace Cunard (não-creditada)
- William Desmond (não-creditado)
- Jack Mulhall ... Richard (caps. 9 e 11)
- Jack Perrin (não-creditado, cap. 1)

## Produção
Gang Busters é um dos mais elaborados seriados da Universal Pictures, com muitas perseguições e emoção, além de cenas habilmente encenadas em locais ao ar livre. Os diretores foram Ray Taylor, diretor veterano responsável por muitos seriados, e Noel M. Smith, diretor da era do cinema mudo, que se especializou em ação rápida (Smith dirigiu muitos dos filmes de ação de Larry Semon, comédias cheias de ação da década de 1920).
Foi um seriado principalmente policial, mas contém elementos de ficção científica. Os vilões, The League of Murdered Men, são todos criminosos mortos revividos pelo Professor Mortis usando seu próprio veneno misterioso.

## Recepção crítica
O seriado teve muito sucesso em seu lançamento original, e foi relançado em 1949. Os autores Jim Harmon e Donald F. Glut descrevem Gang Busters como um "bem feito e interessante seriado".
Cline considera que este é um dos melhores seriados da Universal e o Professor Mortis é um dos melhores personagens criados em seriados.

## Capítulos
1. The League of Murdered Men
2. The Death Plunge
3. Murder Blockade
4. Hangman's Noose
5. Man Undercover
6. Under Crumbling Walls
7. The Water Trap
8. Murder by Proxy
9. Gang Bait
10. Mob Vengeance
11. Wanted at Headquarters
12. The Long Chance
13. Law and Order

Fonte: